# Chionea (Chionea) jellisoni
Chionea (Chionea) jellisoni is een tweevleugelige uit de familie steltmuggen (Limoniidae). De soort komt voor in het Nearctisch gebied.